# 하야시 료헤이
하야시 료헤이(일본어: 林 陵平, 1986년 9월 8일 ~ )는 일본의 전 축구 선수이다.

## 구단 경력
그는 2009년부터 2020년까지 J리그의 도쿄 베르디, 가시와 레이솔, 몬테디오 야마가타, 미토 홀리호크, FC 마치다 젤비아, 더스파구사쓰 군마에서 활동하였다.